# 2014年ソチオリンピックのチリ選手団
2014年ソチオリンピックのチリ選手団（2014ねんソチオリンピックのチリせんしゅだん）は、2014年2月7日から23日までロシアのソチで開催された2014年ソチオリンピックのチリ選手団の名簿。

## 選手団
- 人員: 選手 6人
- 開会式旗手: ドミニク・オアコ

## アルペンスキー
- エウヘニオ・クラロ

男子大回転 (途中棄権)
男子回転 (途中棄権)
男子スーパー大回転 (45位、1:23.31)
- ヘンリク・アッペン

男子複合 (32位、2:58.91)
男子滑降 (41位、2:13.16)
男子大回転 (途中棄権)
男子スーパー大回転 (32位、1:21.88)
- ノエレ・バラホーナ

女子複合 (途中棄権)
女子滑降 (34位、1:49.70)
女子大回転 (42位、2:49.86)
女子回転 (途中棄権)

## クロスカントリースキー
- ジョナタン・フェルナンデス

男子スプリント (予選敗退、84位、4:58.63)

## フリースタイルスキー
- ステファニー・ジョフロワ

女子スキークロス (準々決勝敗退、途中棄権)
- ドミニク・オアコ

女子スロープスタイル (予選敗退、13位、69.60)